# Coptocephala furthi
Coptocephala furthi es un coleóptero de la familia Chrysomelidae.
Fue descrita científicamente en 1992 por Medvedev.